# Dorfer Feuergraben
Der Dorfer Feuergraben (teilweise auch nur Feuergraben) ist ein Fließgewässer in der österreichischen Stadt Dornbirn, das in der Nähe von „Rhombergs Fabrik“, an der Färbergasse etwa bei 420 m ü. A., entspringt und quer durch das Forach fließt.

## Quelle, Verlauf Mündung, Geologie, Geographie
Der Dorfer Feuergraben beginnt bei Gewässerkilometer (GwKm) 0,89 und fließt etwa 400 m von Osten nach Westen. Etwa bei GwKm 0,75 unterquert der Dorfer Feuergraben den Müllerbach, ohne merklich Wasser aufzunehmen. Er wird dann bei der Forachstraße (kurz nach dem Haus Nr. 9) unterirdisch nach Norden abgebogen und fließt von hier relativ geradlinig bis zur Mündung in den Müllerbach.
Der Dorfer Feuergraben zeigt, bis auf die Mündung in den Müllerbach, keine wesentlichen Gefälle, Auswaschungen oder Wasserfälle und ist bezüglich der Wassermenge stark von den zuvor stattgefundenen Niederschlägen abhängig und bei längeren Trockenperioden ausgedünnt.
Das Gewässer ist im oberen Bereich nach der Quelle (GwKm 0,89) noch relativ naturnah ausgestaltet (revitalisiert) und wird weitgehend von der Quelle mit Wasser versorgt. Im mittleren Bereich (ab etwa GwKm 0,60) bis nahe zur Mündung (GwKm 0,05) ist er begradigt, teilweise verrohrt und teilweise mit Betonplatten eingefasst und als naturfremd zu bezeichnen.
Der Dorfer Feuergraben hat nur wenige unbedeutende Zuflüsse, die namentlich nicht erfasst sind und vor allem der Entwässerung von Flurstücken nach Regenperioden dienen.
Der Dorfer Feuergraben mündet bei Flusskilometer 0,01 über ein ca. 3-m-Gefälle in den Müllerbach (bei 411 m ü. A.).
Der Dorfer Feuergraben fließt zur Gänze durch die Gemeinde Dornbirn und nur durch den Bezirk Rohrbach.

## Wirtschaftliche Nutzung
Der Dorfer Feuergraben wurde nicht wirtschaftlich für mechanische Antriebe genutzt. Der Zweck des Feuergrabens war vor allem zur Entwässerung des Riedes und als Wasserreservoir, also als „Feuergraben“ für Brandfälle.